# Taizō-in

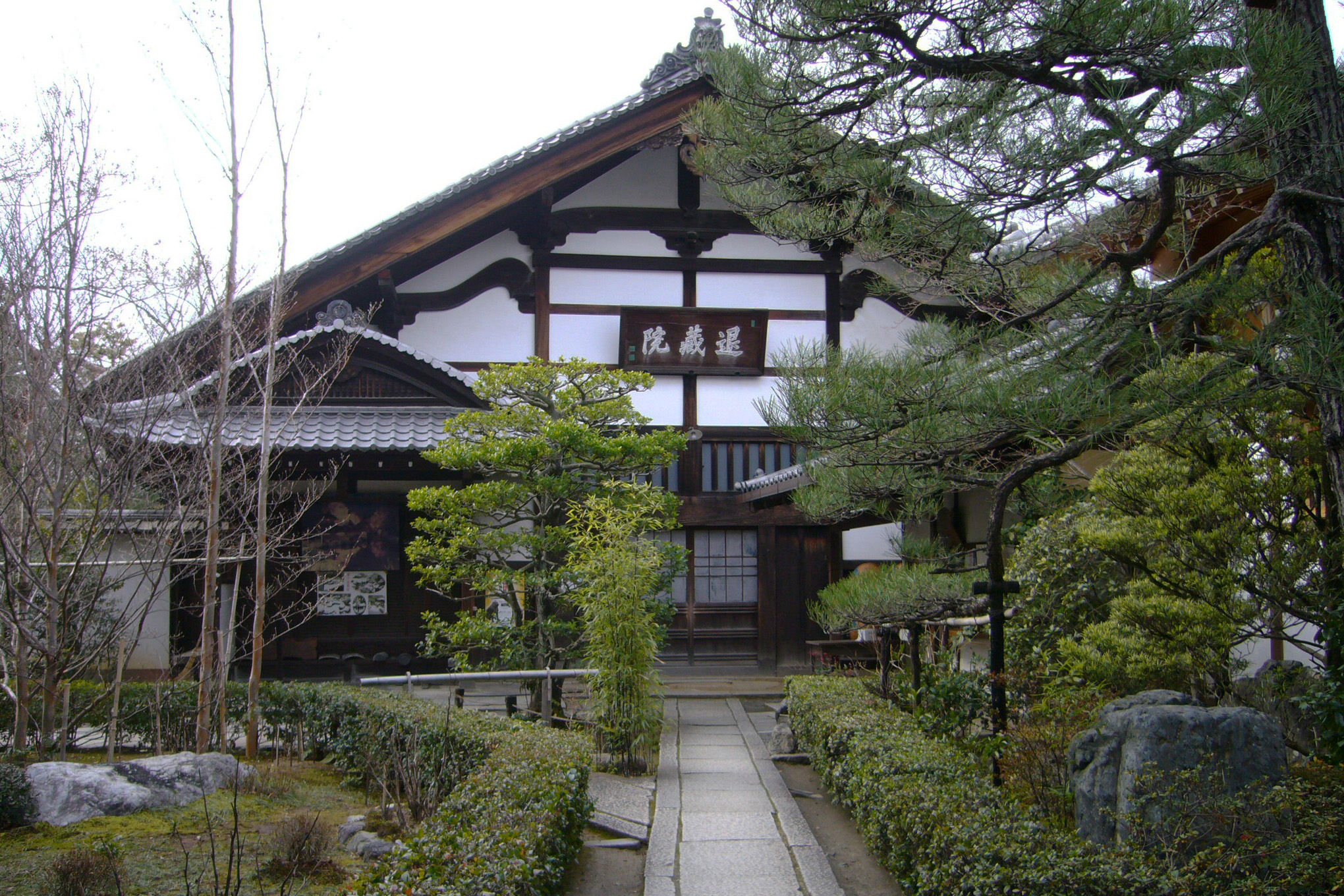
Das Speisehaus des Tempels

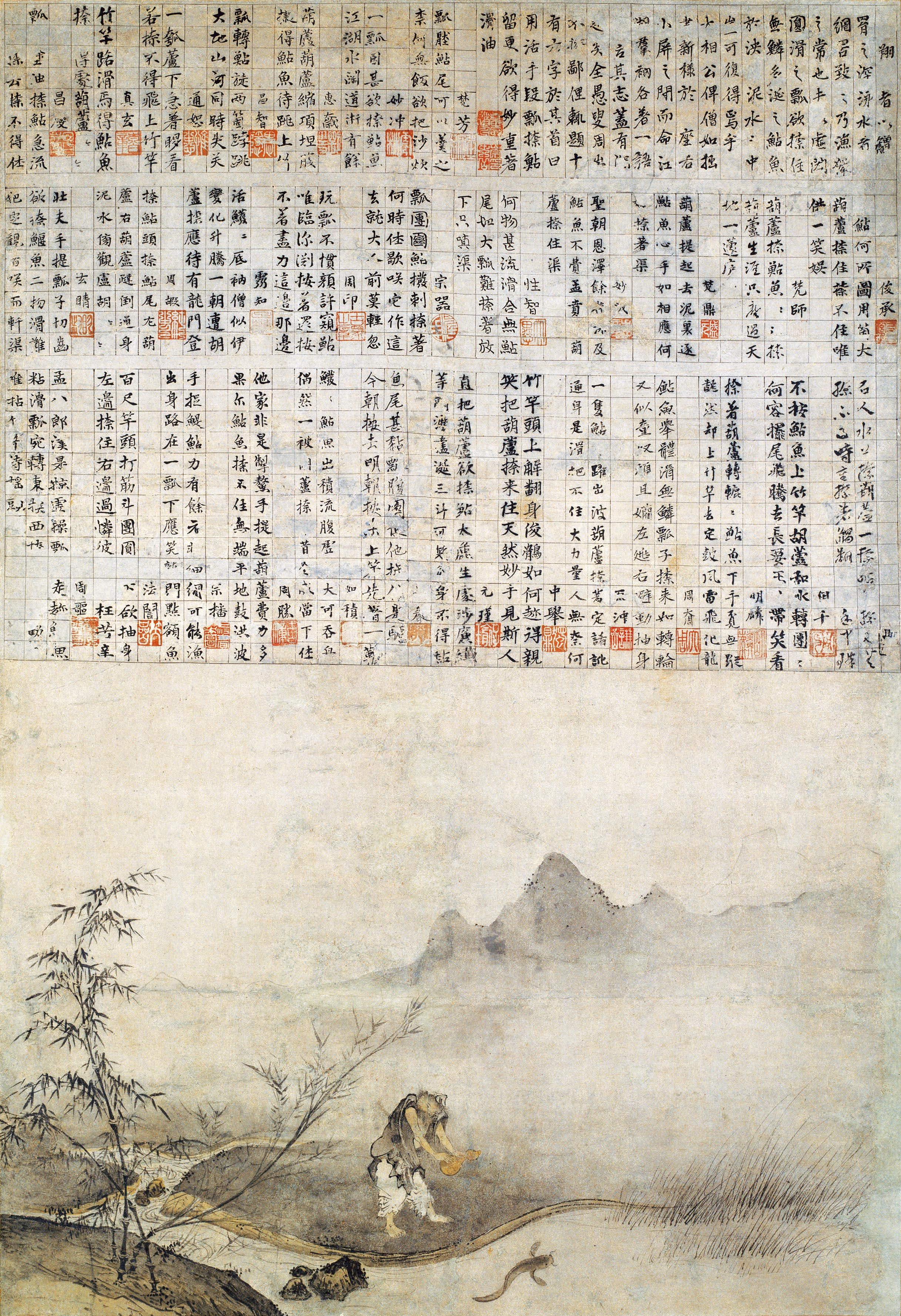
Das Zen-Bild

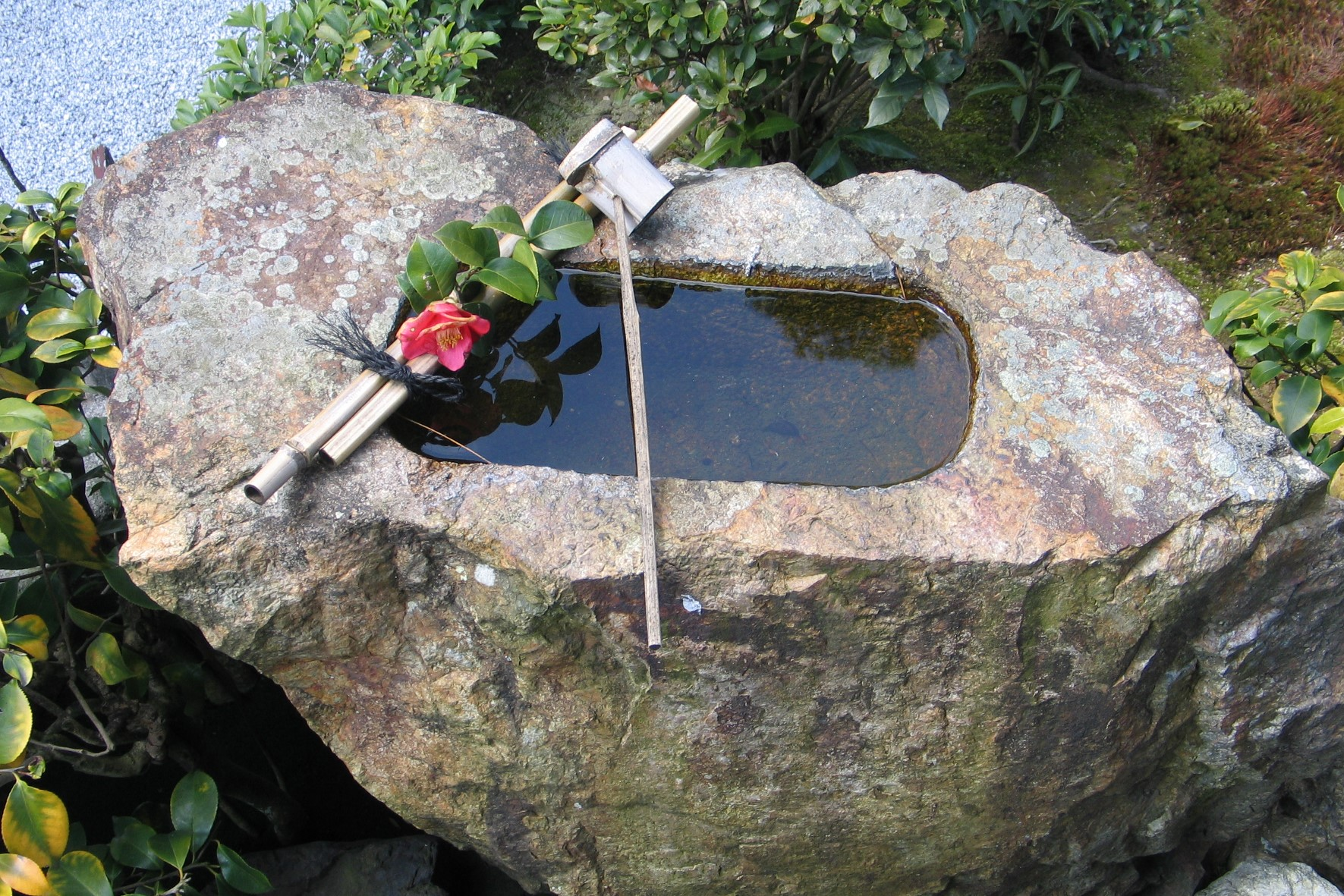
Wasserbecken in Motonobus Garten

Das Taizō-in (japanisch 退蔵院) ist ein Untertempel des Myōshin-ji in Ukyō-ku, Kyōto. Es ist bekannt für seine vielfältige Gartenanlage und für den Besitz eines berühmten Zen-Bildes.

## Übersicht
Das Taizō-in wurde im Jahr 1404 vom dritten Oberhaupt des Myōshin-ji, Muin Sōin (無因宗) als einer der 46 Untertempel des Myōshin-ji gegründet. Die ursprüngliche Anlage ging im Ōnin-Krieg verloren, die heutigen Gebäude wurden nach 1600 erbaut.
Man betritt es von Osten her durch das einfache Tempeltor (山門 Sammon) im Yotsuashi-Stil, passiert ein kleines Gebäude und das Gebäude mit dem Refektorium (庫裏 kuri) und gelangt zur Haupthalle, die zugleich Abtresidenz (Wichtiges Kulturgut Japans) ist. Verehrt wird der Tempelgründer Muin. Im Norden schließt sich an die Abtresidenz der Arbeits- und Empfangsraum des Abts (書院 shoin) an, zu dem auch ein Raum für die Teezeremonie mit dem Namen Kakoi-no-seki (囲いの席) gehört. Letztere beiden Räume sind gewöhnlich nicht der Öffentlichkeit zugänglich.
An die Abtresidenz schließt sich im Westen ein kleiner Kare-san-sui-Steingarten an, im Süden erstreckt sich ein ausgedehnter Wandelgarten.

## Die einzelnen Sehenswürdigkeiten
- Ein aufwändig gestaltetes Eingangstor (袴腰の大玄関, hakamagoshi no daigenkan) führt zur Abtresidenz (hōjō, 方丈, hier auch hondō (本堂) genannt). Diese besitzt nach Süden zum Garten hin einen offenen Wandelgang.
- Das Bild, das in der Mitte des Wandelganges gezeigt wird, wird Hyōnen-zu (瓢鮎図) genannt. Es stellt die (nicht lösbare) Zen-Aufgabe dar, einen Wels (鮎) mit einem Flaschenkürbis (瓢) zu fangen. Das Bild (gezeigt wird hier eine Kopie) stammt von dem Mönchmaler der Muromachi-Zeit Josetsu, dem Begründer der monochromen Tuschmalerei in Japan. Die Hängerolle ist im oberen Teil von 31 gelehrten Mönchen, darunter Daigaku Shūsō (1345–1423), jeweils mit einem Spruch signiert. Sie ist als Nationalschatz registriert.
- „Motonobus Garten“ (元信の庭, Motonobu no niwa) hinter der Residenz stellt mit Kies, Steinen und etwas Grün hinter einem Wasserbecken auf engstem Raum das Zen-Ideal eines Steingartens dar. Die kleine perfekte Anlage stammt von Kanō Motonobu (1476–1559).
- Der „Garten der bleibenden Düfte“ (余香庭, Yokō-en) wurde in seiner heutigen Form 1965 vom Gartenbaumeister Nakane Kinsaku[A 2] angelegt. Mit Kirschbäumen, Ahorn und Lotus bietet er zu allen Jahreszeiten einen schönen Anblick.
  - Der Yin-und-Yang-Garten (陰陽の庭, In’yō no niwa) ist eine Steingarten-Anlage innerhalb des Yokō-en. Die Anlage am Westende des Gartens ist zweigeteilt: die Yin-Seite ist mit Steinen auf dunklem Kies und die Yang-Seite mit Steinen auf hellem Kies gestaltet.
  - Handwaschbecken und Wasserharfengrube (蹲と水琴窟, tsukubai to suikinkotsu) bilden zusammen ein Resonanzsystem, das den Ton des fallenden Wassers nachklingen lässt.
  - Weiter gehört zum Garten ein großes traditionelles Rasthaus (大休庵, Daikyū-an), in dem Tee gereicht wird.

## Bilder

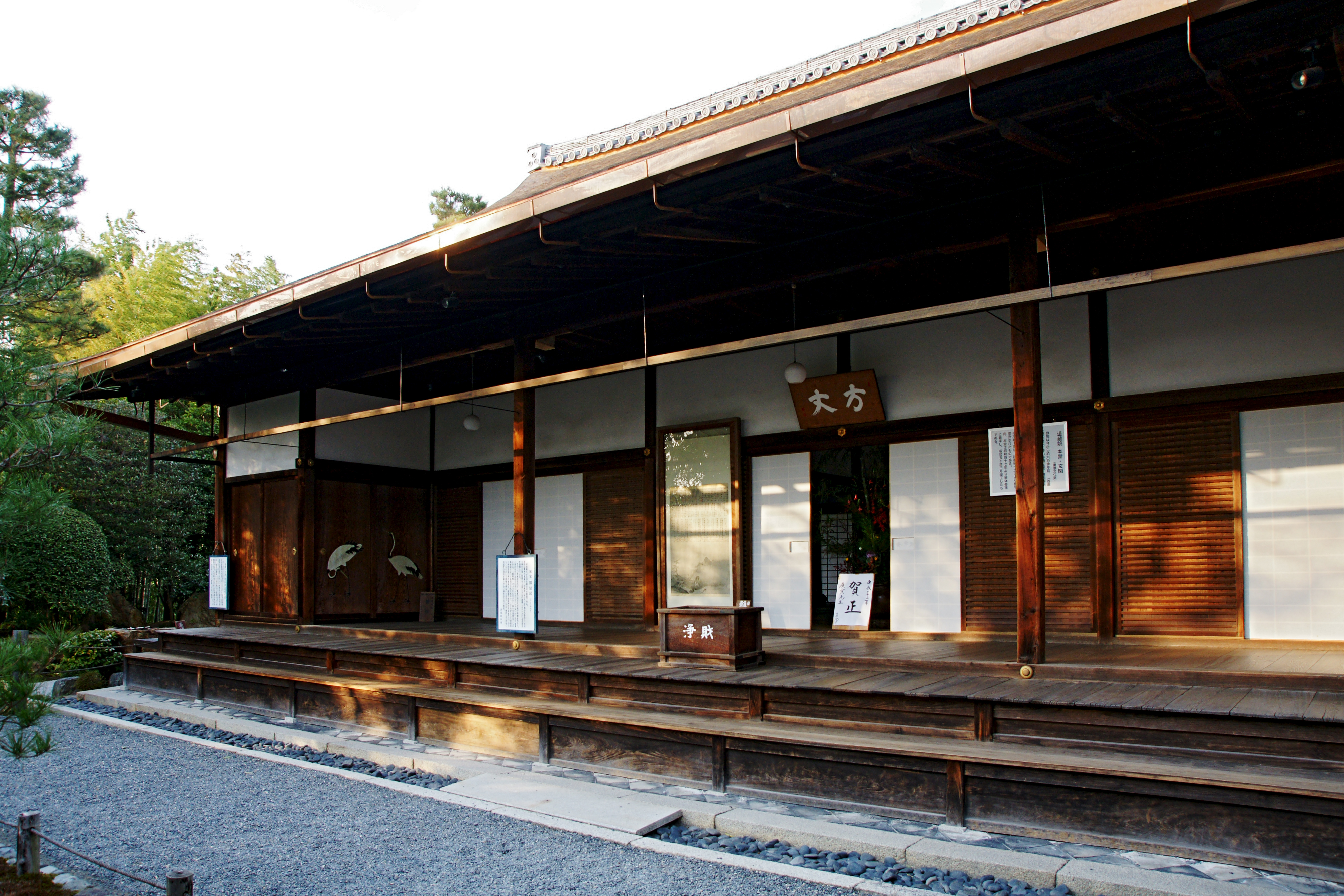
Abtsresidenz, Wandelgang
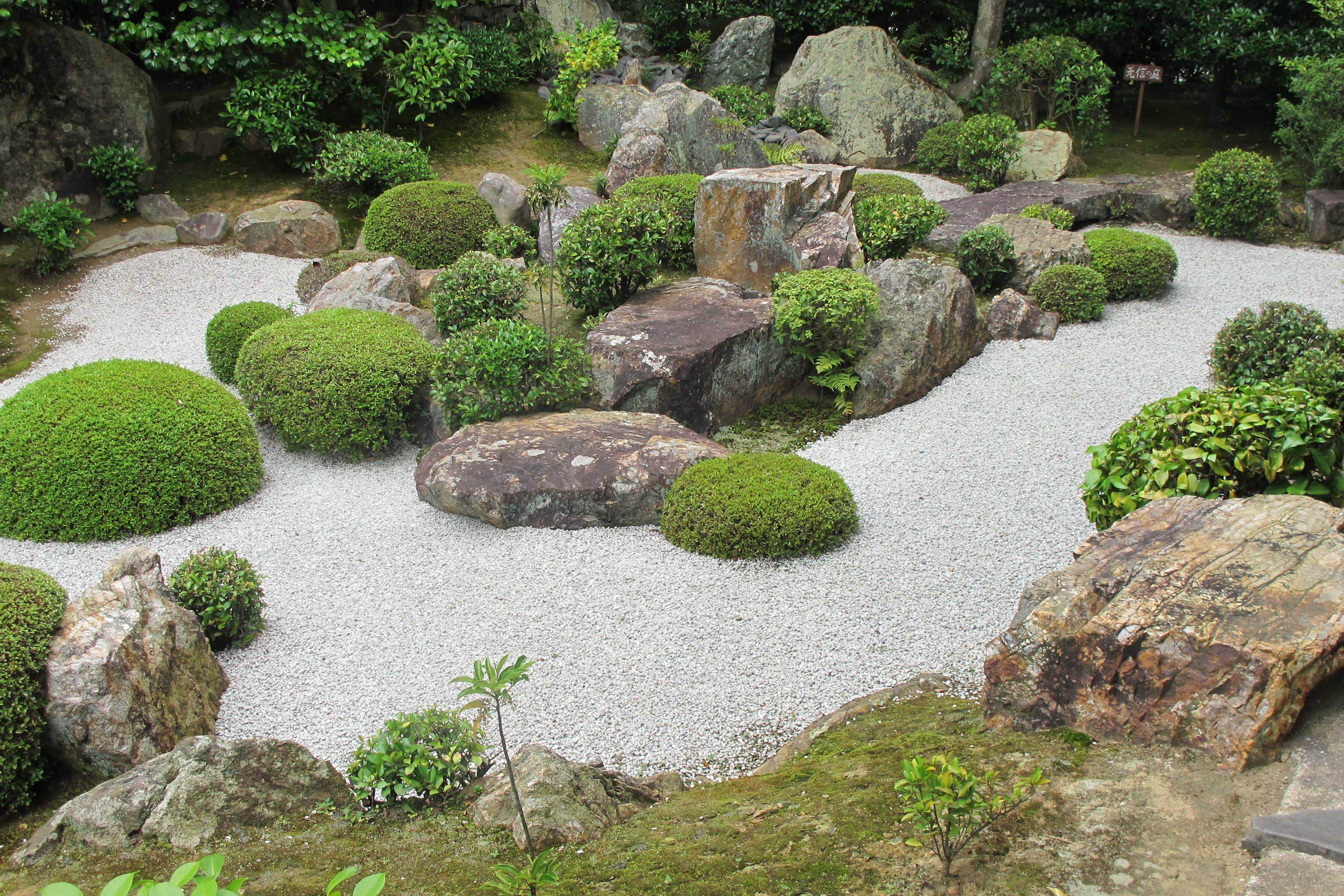
Motonobus Garten
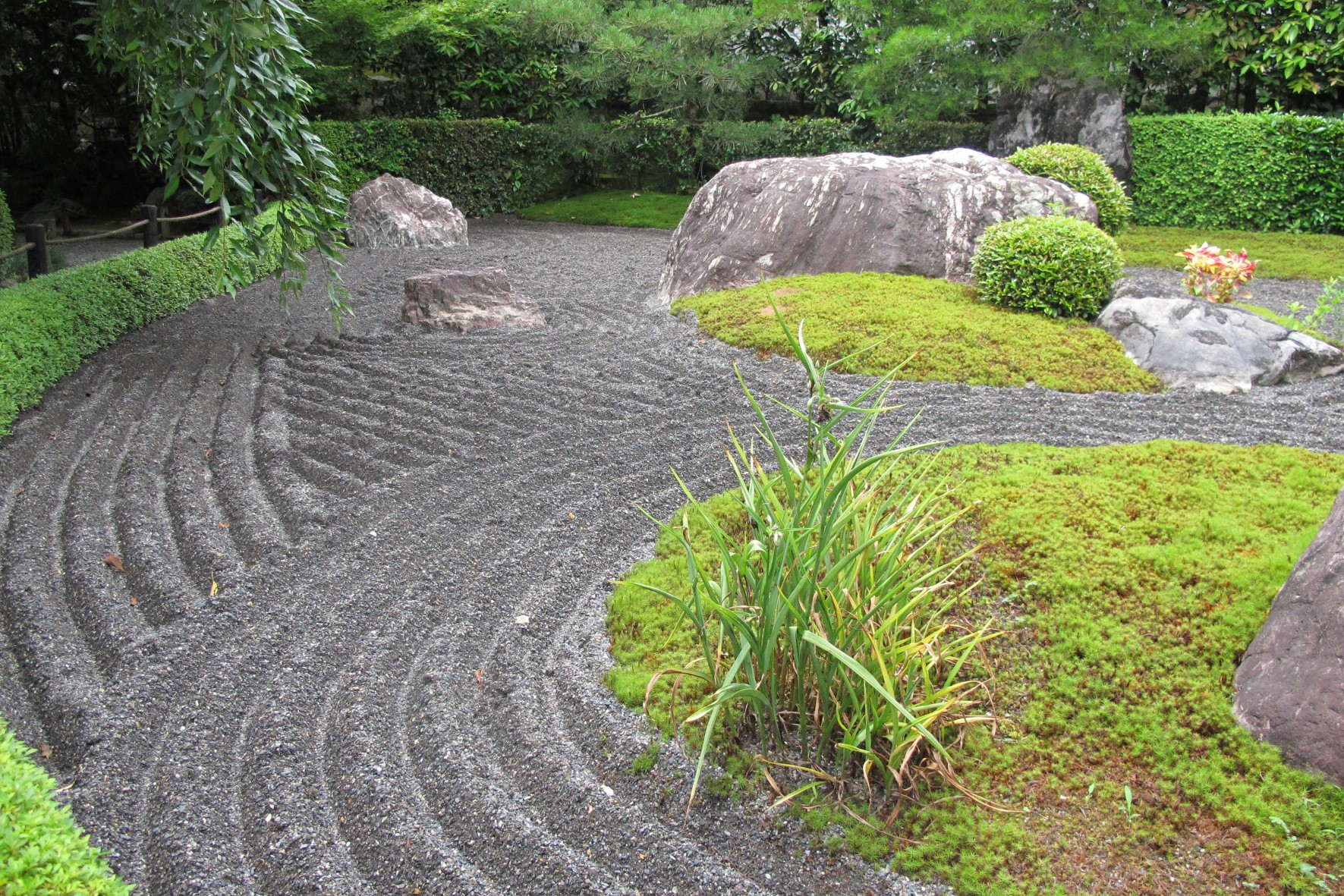
Yin-Garten (In no niwa)
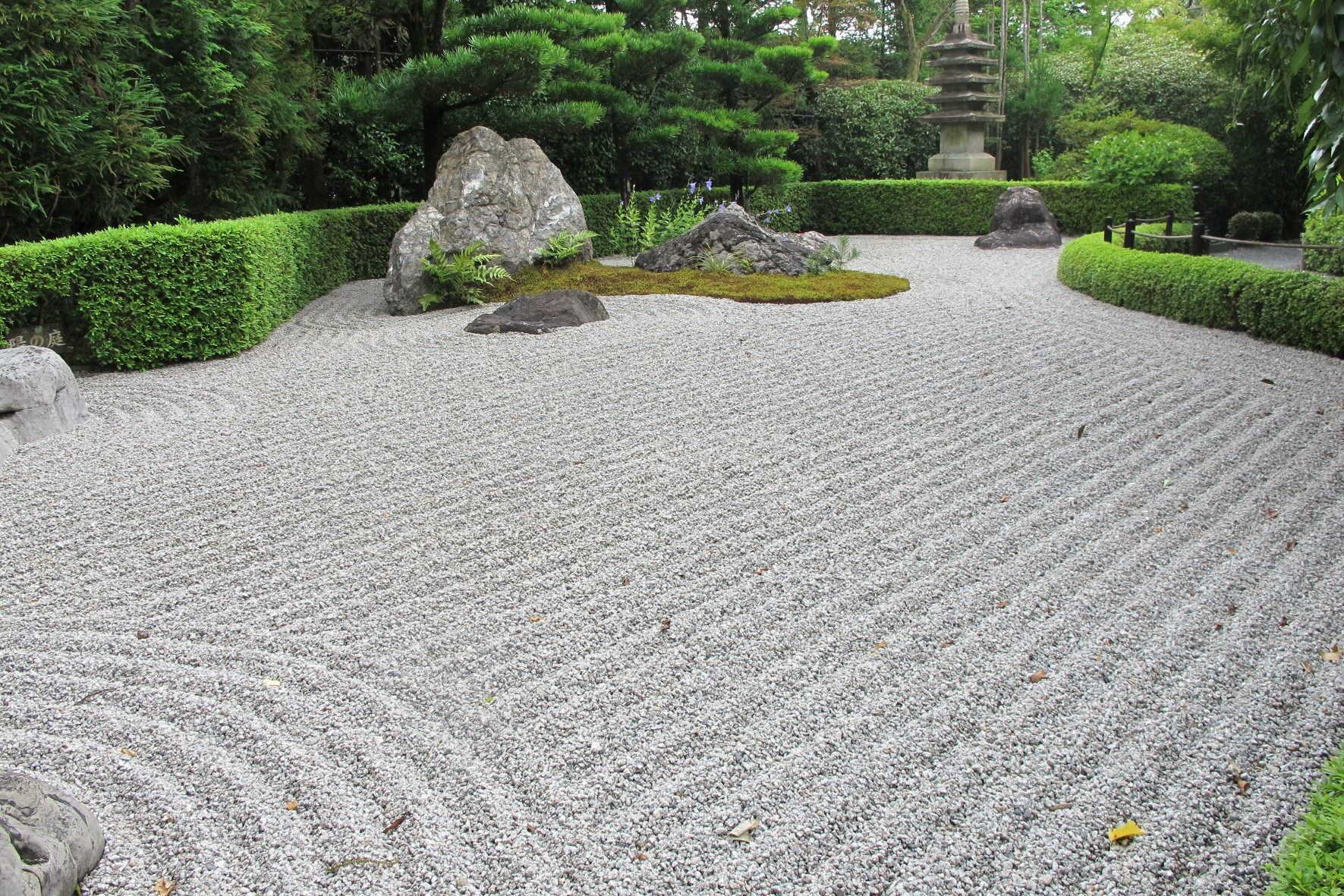
Yang-Garten (Yō no niwa)
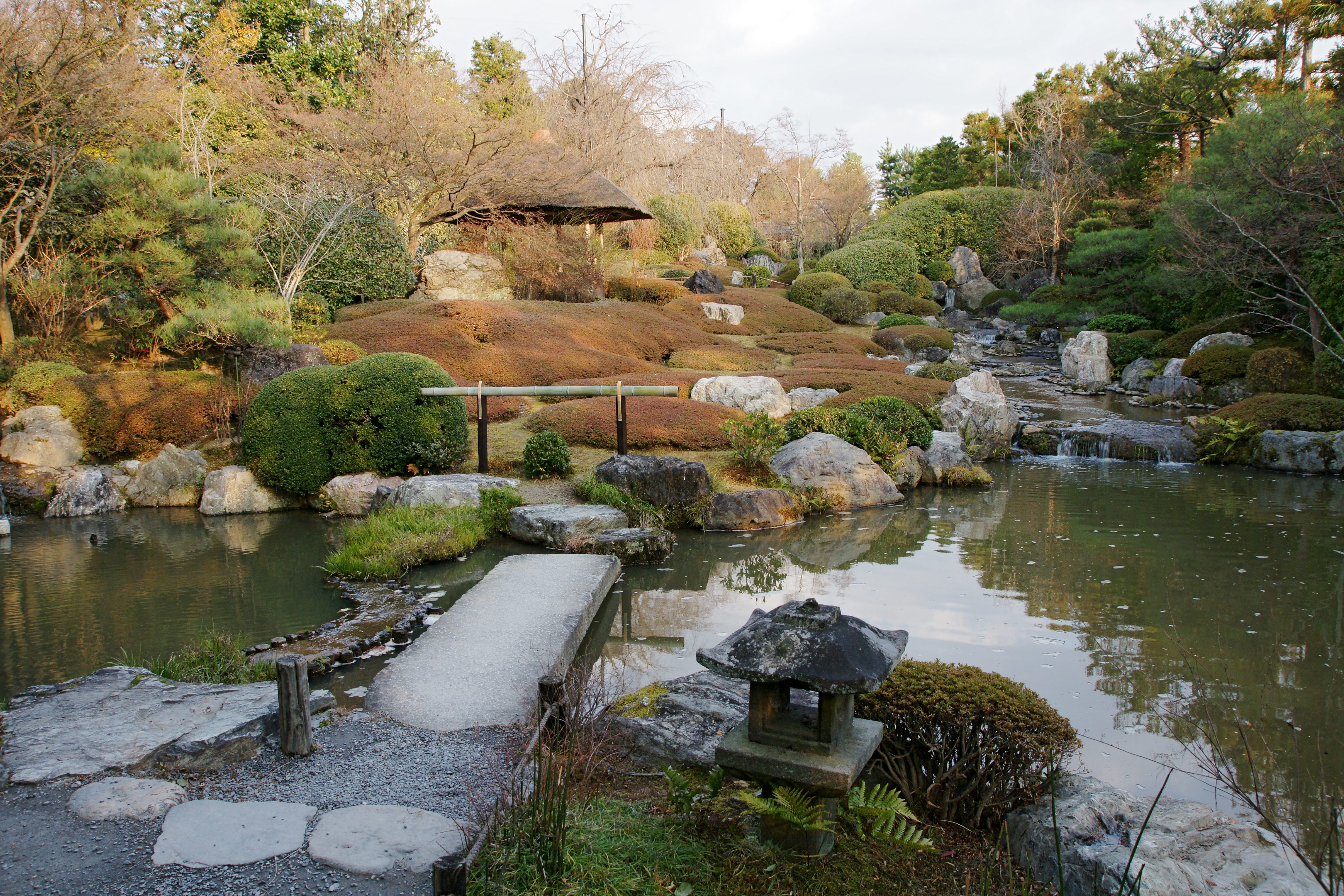
Unten am Teich